# LSD and the Search for God
 (novembre 2024).
LSD and the Search for God est un groupe de shoegazing américain, originaire de San Francisco, en Californie.
Formé en 2005 par Andy Liszt (guitare et chant), Sophia Campbell (chant) et Chris Fifield (guitare), mais aussi par de nombreux artistes, récurrents ou simplement de passage,.
L'origine du nom du groupe vient du livre The Private Sea: LSD and the Search for God de l'auteur américain William Braden. Ils ont gagné en popularité après la sortie de leur premier EP éponyme au label Mind Expansion.Après avoir épuisé les stocks, l'EP a été réédité en vinyle l'année suivante au label Deep Space Recordings. En 2016, ils ont sorti leur dernier EP à ce jour intitulé Heaven is a Place.
Cependant, le groupe reste actif et acquis un public fidèle,. Andy Liszt (guitare) utilise une pédale de distorsion Marshall Shredmaster.

## Discographie

### EP
- LSD and the Search for God (Mind Expansion Records, 2007)
- Heaven Is a Place (Deep Space Recordings, 2016)